# 恋愛暴君
『恋愛暴君』（れんあいぼうくん）は、三星めがねによる日本のウェブコミック作品。『COMIC メテオ』（フレックスコミックス）にて、2012年5月に読切作品として掲載された後、同年7月から2018年12月5日まで連載。

## あらすじ
男子高校生・青司の下に、死神の姿をした天使の少女・グリが現れた。その手には「書いた者同士は必ずキスをする」という「キスノート」を持っていた。しかしノートには「24時間以内にキスしないと、書いた者（グリ）は死に、書かれた者（青司）も一生童貞のまま生涯を終える」という副作用もあり、グリはキスを青司にせがむがこれを拒否する。その翌日、青司は学校で憧れの美少女・茜と会うが実は彼女は青司のことが死ぬほど大好きで、グリの姿を見るや「青司の彼女」と勘違いしていきなり襲うがこのドサクサで茜は青司とキスしてしまう。これはグリが「一瞬だが両者がお互いを想う気持ちが通じ合っていた」として茜の名前を書いたのが理由であった。「キスノートに書かれた者同士がキスすると必ず結婚し、未来永劫末永く結ばれる」と聞いて狂喜乱舞する茜だったが、ノートには「私も青司に興味を持ったので」という理由でこっそりとグリの名前も書きこまれていたのだった。

## 登場人物

### 主人公とヒロインたち
藍野 青司（あいの せいじ）
声 - 小野賢章、吉岡茉祐（幼少期）
本作の主人公。高校2年生の少年。17歳。3月15日生まれ。身長は174cm、体重は64kg、血液型はA型。一人称は「俺」。嘘や弱い者いじめなどの曲がったことを嫌う真っ直ぐな性格。ブレザーは着用せずカッターシャツの下に半袖Tシャツを着ている。ツンツン頭で髪の毛の色はプラチナホワイト。
いわゆる「巻き込まれ体質」の気があり、グリの出現によりヒロインに振り回され、男子生徒からは嫉妬と恨みを買う日々が始まってしまう。
なぜ彼が選ばれたかというとグリが「有名男性声優同士のBLが見たい」とキスノートにその名前を書いてみたものの、その声優と一字違いだったため。
想いを寄せていた茜と実は両想いだったが、些細な嫉妬から殺人未遂も犯す重度のヤンデレというとんでもない本性を知って恐怖する。グリによってキスノートにグリと茜の名前も書かれ、恋人同士となるも、それが災難の本格的な始まりとなってしまう。
騒動に絶えない日々を過ごすが、皆の憧れの茜と付き合えても全くひけらかさない誠実さや、人に対してツッコミ以外では怒ったり人に恨みを抱くことがなく、他人事でも一緒に悩んでくれる度量の広さを持っているが、周囲の人間は訳ありのバックボーンや人間離れした身体能力の持ち主ばかりのためか、彼の人徳を理解されないことが多く、特に茜と恋人同士になって以降は、周囲の男子生徒から敵意と殺意を一身に浴びている。数年後はグリや茜や柚と結婚する。
グリ
声 - 青山吉能
本作のメインヒロインの一人。天使。身長は143cm。一人称は「私」。父が神様で母マヴロが悪魔というハーフ。コスプレが好きなことと天使の格好が好きではないという理由で普段は死神の格好で登場している。一度興味をもった対象には全力で食いつくが、基本は怠惰で働くのは嫌。動くのも大嫌い。
愛のキューピッドを務めているが自身は恋をしたことがなく「男女愛」について全く知らず、自分のBL趣味やその場の思いつきでしかキスノートを書かないため、キューピッドとしての役目を果たす意志は全く無い。
ご都合主義により「普通の人には見えない」ことになっているが、これは単にグリの妄想と妄言に過ぎないため、実際には見えている。しかしながら超常的な存在なのは事実であり、人間なら絶対に死ぬような怪我を負っても平然としている。また、キスノートに自分の名前を書きこんだために青司や茜たちは死ぬことができない身体にされてしまった。
傍若無人ではあるが、理解できなくとも愛情そのものを踏み躙ったりすることはなく、時には天使の本能が働いて本質を突くことがある。数年後は青司と結婚する。
緋山 茜（ひやま あかね）
声 - 沼倉愛美
本作のメインヒロインの一人。17歳。10月28日生まれ。身長は163cm、血液型はB型。一人称は「私」。所属は陸上部。学園のアイドル。青司にとっても憧れの美少女。実は彼女も青司を溺愛していたが、本性はヤンデレで、服の中に襲撃用のグルカナイフを仕込んでおり、その気になったときの身体能力は人間離れしている。下着を見られても平然としているが、裸に関しては見るのも見られるのも恥ずかしがる。
キスノートの力があったとはいえ青司も自分を想っていたことを知り、キスもできて恋人同士になれたことに幸せを感じている。恋敵と見なしたグリを「チビ猿」と呼び、存在を認めていない。異母妹の柚に対しては溺愛しているわけでもなければ、青司を最優先していることから特別な愛着も抱いていないが、嫌ってはおらず優しく接している。表面の優しい性格は、温厚な態度で他人をかわしているだけで、他人には興味が希薄。そのために、青司絡みか完全に対立している相手以外では寛容に接している。
青司との未来、結婚生活のためにと花嫁修業を欠かしておらず、特に料理と包丁研ぎは大の得意。良くも悪くも恋に生きる女であり、青司に近付く女（本人曰く「メス」）と浮気が大嫌いで彼に近づく女に殺人未遂を犯すほどヤンデレ。なお、あくあだけは将来の義妹となる（予定の）ため、実妹の柚以上に心から優しく接している。数年後は青司と結婚する。
黄蝶ヶ崎 柚（きちょうがさき ゆず）
声 - 長野佑紀
本作のヒロインの一人。高校1年生の少女。16歳。12月21日生まれ。身長は146cm、血液型はB型。一人称は「私」。茜の異母妹で富豪の令嬢。どんなに邪険にされても姉が超大好きな百合少女。
茜に近づく男は全て敵と認識しており、その中でも青司は殺そうと考えるほど大嫌い（茜と恋人になったことが何よりも許せないため）だが、グリが勝手にキスノートに名前を書きこんだことで、自身も青司らと関係を持つ破目になる。その関係が長く続き、青司に対する態度が徐々に軟化してきているだけでなく、彼に対し特別な感情が芽生え始め、しかし台詞に時折トゲがあることがあり、言うなればツンデレに近い。
バリアを張る能力で要人や貴重品を守る生業の一族のため防御術に長けており、茜が繰り出すグルカナイフを折り、車に轢かれそうになった際は接触部がバリア型に抉ってしまうほど。そのため、能力を制御できなかった幼児期はぼっちだった模様。また、付き人の鶴岡を下僕として扱き使っている。
茜の物品にも興味を持ち、使い捨てたゴミを回収するなど節操のない一面があるが、下ネタは嫌いのようで天亞薇が下品なギャグを言ったときには唖然としていた。お嬢様らしいワガママさと世間知らずな面があるものの、実は青司の恋人の中では最も常識人（他の女たちの思考が常識外れであるため）であり、また、主要人物の中では一番グリと仲が良く、グリの消息不明や悪魔になってしまったときには青司以上と言えるほどに一番心配していた。数年後は青司と結婚する。
白峰 樒（しらみね しきみ）
声 - 原由実
本作のヒロインの一人。茜・柚の従姉妹。17歳。2月14日生まれ、身長は158cm、血液型はAB型。一人称は「私」。緋山家の雑用（作中の描写から汚れ役）をする関係にあり、いつもヘラヘラした表情をしている。変装の達人で、地毛は白だが髪はピンクに染めている。
性や暴力に対する抵抗感が皆無で、他人が大切にしているもの壊すか奪ったり、他者を痛めつけることが大好きな外道。その一方で自分が痛めつけられることも好きな変態だが、自分の思惑から外れていくグリだけは苦手。物事が自分の思い通りにならなかったり、正義感を押し付けられると怒り狂う。彼女の本性を知って恐れている人間もいるが、見ず知らずの人間の人心を掌握する術と演技力に長けており、素性を知らなかった青司も優しい女子を演じていた彼女に気を許してしまい、グリや天界の仕組みをすぐに話してしまった。このことで、永遠の痛み（快感）を味わいたいために不死身になり青司の「恋人」になろうとした。自身の快楽追及のために青司にとって敵とも味方ともつかず、グリ以上に場をかき回すトリックスター。
緋山と黄蝶ヶ崎の家に比べて軽んじられた境遇から奪う形でしか満たす術がない人格が形成され、青司のことは当初は茜から奪うためだけだったが、不死身で際限なく痛めつけられることから興味を抱き、キスをすれば相性が悪くないなど、次第に彼への興味も深めていく。そして、グリと青司との生活は歪んで他人どころか自身でも触れられなかった内面に触れられていくこととなった。

### 青司を取り巻く人々
磯山 克幸（いそやま かつゆき）
声 - 小林竜之
青司のクラスメートで友達の男子生徒。17歳。11月16日生まれ。身長は178cm、体重は70kg、血液型はB型。一人称は「俺」。
中鳥博人（なかとり ひろと）
声 - 徳武竜也
青司のクラスメートで友達の男子生徒。17歳。5月30日生まれ。身長は157cm、体重は50kg、血液型はA型。一人称は「僕」。
藍野あくあ（あいの あくあ）
声 - 高橋李依
青司の妹。15歳。5月15日生まれ。身長は153cm、体重は43kg、血液型はA型。一人称は「私」。中学3年生の少女。兄・青司には冷たくて見下してて、素っ気ない。セーラー服の上にパーカーを羽織っている。兄の強い女性に憧れた側面から強くなるためにいろいろな格闘技を学び始めたが、今では趣味の一環と化している。一人でヤクザ数人を倒せるほどの実力者。小学生時代は髪が長かったが、これも兄の影響からショートヘアに変えた。髪の毛の色はプラチナホワイト。要するに兄との距離感を掴めずにいるだけの反抗期で、根は兄を慕っており、普通の人間故に軽んじられている兄を唯一まともな形で気遣う数少ない人物。お化けや、顔が気持ち悪い生き物が大の苦手。
茜には優しくされるものの、殺人未遂を犯すほどの暴力性と兄の彼女であることを非常に不愉快に感じており、茜のことは好きではないが、ストラスから庇ってもらったため、兄との交際は一応認めている。数年後は結婚する兄を応援する。
藍野兄妹の父親
声 - 鳴海崇志
眼鏡をかけている中年の男性。グリに洗脳されている。
藍野兄妹の母親
声 - 矢野亜沙美
藍野兄妹の母親。夫と同様にグリに洗脳されている。
藍野兄妹の祖母
声 - 大井麻利衣
息子と息子の妻同様にグリに洗脳されている。
椎名 茉莉（しいな まり）
声 - 大坪由佳
クラス委員長。茜の友人。17歳。1月18日生まれ。身長は157cm、血液型はA型。一人称は「私」。大家族の長女ゆえに情けない相手を放っておけない性分で、堅実をモットーにしつつ印象以上に強かに恋に生きる少女。
教師である楠梛斗には入学当初から想いを寄せており、立場の関係から踏み出せずにいたが、グリと柚の助力などで両想いになった。

### 天界・地獄関係者
コラリ
声 - 檜山修之
グリの天界での上司の中年男性。一人称は「私」。大抵の人が驚き、引いてしまうほどのくどい顔の持ち主。下界では藍野家の飼い猫ブルーの身体を借りているが、顔はそのままなので「人面猫」のような姿になってしまっている。エリート意識が強く、地位の低い仕事を何かと底辺呼ばわりすることから、評判は結構悪い。
マヴロ
声 - 田村ゆかり
グリの母で悪魔。一人称は「私」。夫である神様の浮気が原因で離婚し、その後行方不明となる。かなりのコネを持っており、その人脈と権力は神様と魔王の力関係を凌いでいるとのこと。
離婚後は物語を執筆中の莞草と出会い、娘のために異世界を創造していたが、異世界内と現実世界の時間の流れが異なることに気付かず、彼を何年も家族から離れ離れにしてしまった。グリに似て奔放だが、相手の立場と事情も察することはできる分だけ話は通じる。
神様
声 - 大塚芳忠
天界の神様だが、グリの父。一人称は「僕」。その姿は神の名からは程遠いダメおやじ。神としての身分を利用して好き勝手に動いて、否応なく周囲を巻き込むので他の天使からは避けられている。それでも一応は「親」であり、グリを理解している青司の姿に、頭を下げてグリを任せている。
魔王
声 - 子安武人
地獄の魔王だが、魔王らしからぬ働き者で人望（悪魔望）も厚い男性。一人称は「私」。同時に真面目過ぎて悪魔らしくない管理社会を形成し、悪魔たちの間では反感も少なくない。グリを後継者に勧誘しており、時折奸計をはかる。神様と仲は悪いが数百年の付き合いであり、喧嘩しつつも普通に遊びに来る。割と潔癖症で神経質な上、かなりの貧乏舌。実はグリの母親とは仲が良く恋心を抱いていたが、彼女はすでに神様と婚約していることを知りショックではあったが、その神様が浮気をしてグリの母親は行方をくらましそれを知った後、自分が惚れていた女性を傷つけたということで神様を責め立て、その過去の名残から、グリを惚れていた彼女と重ね自分の下に置こうと考え出した。

### その他
ブルー
藍野家の飼い猫。コラリに取り憑かれている。
鶴岡 太郎（つるおか たろう）
声 - 内匠靖明
柚の付き人で、彼女の警護や送迎を担当している若い男性。時々、柚の近況を柚の母・アメイシャに報告しているが、柚に都合の悪い報告内容はアメイシャによって即座に隠蔽されてしまっている。
付き人とは名ばかりの下僕として柚に扱き使われており、そのストレスで胃薬が手放せない。それゆえに付き人の仕事を辞めたいと常々思っている不憫な男。
ストラス
声 - 堀内賢雄
「地獄のストラス」の異名を持つペンギン。元は危険動物マニアの飼い主に飼われていたペット。一人称は「私」。あくあに惚れて以来、ずっと彼女と番（つが）いたいと思っており、年柄年中発情している迷惑なペンギン。その危険性は街でも有名だったようであり、一番の被害者である、あくあはおろか、柚さえも対面をしたペンギンがストラスと知った際には恐怖から逃げ出し、捕まえるには機動隊が出動し、茜も苦戦するほど。
天亞薇（ティアラ）
声 - 喜多村英梨
ギャル風のキューピッド。一人称は「アタシ」。妊娠を機にキューピッドを辞め主婦業に専念するため、キスノートを焼失したグリに、自分が使っていたスマホ型の仕事道具をプレゼントする。コラリのことは大嫌いで、互いに仲も悪い。後に娘を出産する。
楠 梛斗（くすのき なぎと）
声 - 立花慎之介
化学担当の男性教師。オドオドしやすい。一人称は「僕」。
茉莉から想いを寄せられていることには薄々勘付いてはいたものの、教師と生徒という立場の隔たりから彼女の気持ちから目を逸らしていた。銀行強盗に捕らわれた彼女を助けようとしたことがきっかけでようやく両想いにはなったが、立場は気にしている。
緋山 蘇芳（ひやますおう）
声 - 大原さやか
茜の母親。普段は本宅にいて、娘とは偶にしか会わない。一人称は「私」。仕事人で、家のことを第一に考え、規則と規律を重んじて自分のやり方でごり押しして相手への配慮が二の次な面があり、それが人には冷たく見えてしまっている。過去に夫に逃げられるという裏切りを経験したことから茜に同じ思いをさせないために人に心を許さないよう厳しく接する。裏切りと騒音を何よりも嫌っており、夫の裏切りを許す気は微塵も無い。また柚の母親のアメイシャとは犬猿の仲だが、こちらから何かしようとは思っていないくらいの存在でしかない。他人行儀な性格で娘に対しても、さん付けをしている。同時に、夫が去った後も結婚指輪を肌身離さず持ち続けている。
黄蝶ヶ崎 アメイシャ（きちょうがさき アメイシャ）
声 - 佐藤利奈
柚の母親。世界中を仕事と称して遊び歩いているため、娘とは偶にしか合わない。一人称は「私」。蘇芳とは犬猿の仲であり過去に旦那を取り合っているが、それ以上に蘇芳のことはとにかく気に食わない上に嫌っており、いつか自分の手で始末することを夢見ている。娘には幸せになってもらいたいと考え、密かに将来の旦那さん候補を選んでいる。
蘇芳に比べると、悲恋に終わっても当時の幸福感そのものは否定しない前向きな人物。彼が自分たちを捨てた事情も蘇芳の重すぎる性質故と転嫁している部分もあり、蘇芳同様に莞草との結婚指輪を持ち続けている。
総理と議長
第1話にて、グリがキスノートの効果を示すためにカップリングさせられた2人。国会中継で熱いキスが流れることとなる。アニメではここまでだが、原作ではその後の動向も描写されており、オランダへ行って議長は性転換手術を受けて同性婚を果たしている。なお、話題を一気にさらって行き、時のカップルや話題のおしどり夫婦として、国民からも温かく見守られている。
莞草
蘇芳とアメイシャの夫で、茜と柚の父。一人称は「私」。女系の緋山と黄蝶ヶ崎の家では娘の相手をする以外立場もすることもなかったが、それに気後れすること無く娘のために物語の執筆に取り組んでいた。そこでマヴロと出会い、娘たちのための異世界創造に協力する。しかし、異世界と現実世界との時間差を知らず、何年も家を空けることとなってしまったために蘇芳からは怨まれ、茜の人格形成にも多大な悪影響をおよぼしてしまった。なお、書置きを残していたのだが、樒が原因で紛失していた。
力も押しも強い2人の妻の間と立場も低い中でも大らかかつ前向きにいられる人物。

## 書誌情報
- 三星めがね『恋愛暴君』 フレックスコミックス〈メテオCOMICS〉、全14巻
  1. 2013年3月12日発売 ISBN 978-4-593-85725-8
  2. 2013年4月12日発売 ISBN 978-4-593-85728-9
  3. 2013年8月12日発売 ISBN 978-4-593-85748-7
  4. 2014年1月11日発売 ISBN 978-4-593-85766-1
  5. 2014年6月12日発売 ISBN 978-4-593-85782-1
  6. 2014年11月12日発売 ISBN  978-4-593-85792-0
  7. 2015年5月12日発売 ISBN 978-4-593-85804-0
  8. 2015年12月10日発売 ISBN 978-4-593-85821-7
  9. 2016年8月12日発売 ISBN 978-4-593-85839-2
  10. 2016年12月12日発売 ISBN 978-4-593-85849-1
  11. 2017年4月12日発売 ISBN 978-4-593-85858-3
  12. 2017年12月12日発売、ISBN 978-4-593-85874-3
  13. 2018年5月11日発売、ISBN 978-4-86675-011-8
  14. 2019年1月12日発売、ISBN 978-4-86675-044-6
- 三星めがね『恋愛暴君 11.5 短編集』 2017年5月12日発売、ISBN 978-4-593-85859-0

## テレビアニメ
2017年4月より6月までテレビ東京・BSジャパンほかにて放送された。制作はEMTスクエアードが担当する。原作で描かれたエピソードが一部省略されている。

### スタッフ
- 原作 - 三星めがね[1]
- 監督 - 濁川敦[1]
- シリーズ構成 - 高橋ナツコ[1]
- キャラクターデザイン - いとうまりこ[1]
- 総作画監督 - 谷津美弥子[1]
- プロップデザイン - 北村淳一
- 美術監督 - 松本浩樹、菊地明子[1]
- 美術設定 - 小山真由子、松本浩樹[1]
- 色彩設計 - いわみみか。[1]
- 撮影監督 - 岩崎敦[1]
- 編集 - 近藤勇二[1]
- 音響監督 - 本山哲[1]
- 音楽 - MONACA[1]
- 音楽制作 - DIVE II entertainment[1]
- 音楽プロデューサー - 村上貴志
- プロデューサー - 伊平崇耶、神部裕彦、田中宏幸、杉多久磨、高林庸介、宮城惣次、松村俊輔
- アニメーション制作プロデューサー - 宮本秀晃
- アニメーションプロデュース - MEDUSA、白組
- アニメーション制作 - EMTスクエアード[1]
- 製作 - 恋愛暴君製作委員会

### 主題歌
オープニングテーマ「恋？で愛？で暴君です！」
作詞 - 畑亜貴 / 作曲・編曲 - 田中秀和 / 歌 - Wake Up, Girls!
エンディングテーマ
「「スキ」を教えて」（第1話 - 第11話）
作詞・作曲・編曲 - ゆうゆ / 歌 - smileY inc.
「「スキ」を教えてください」（第12話）
作詞・作曲・編曲 - ゆうゆ / 歌 - グリ（青山吉能）

### 各話リスト
| 話数   | サブタイトル                                                  | 脚本           | コンテ          | 演出            | 作画監督                                                                           |
| ------ | ------------------------------------------------------------- | -------------- | --------------- | --------------- | ---------------------------------------------------------------------------------- |
| 第1話  | 私も参戦します × ほぁー!!禁断の愛ですか!!                     | 高橋ナツコ     | 大嶋博之        | 曽根利幸        | 土生良介 佐藤綾子 北村淳一 白川茉莉                                                |
| 第2話  | くんすかくんすか × 青司くんを傷つけてもいいのは････私だけなの | 高橋ナツコ     | 北村淳一        | 北村淳一        | 北村淳一 Lee Duk Ho Ha Yeun Jung Kim                                               |
| 第3話  | 私一人でなんとか出来る！ × チョリーッス                       | 高橋ナツコ     | 渡邉哲哉        | 熨斗谷充孝      | 徳川恵梨                                                                           |
| 第4話  | 絶対負けませんから！ × もしかしてお仲間ですか？               | 池田臨太郎     | 大嶋博之        | 古賀一臣        | 白川茉莉 鈴木彩乃 島田英明 時矢義則                                                |
| 第5話  | '愛'って何かにゃー × 神土下座なうww                           | 池田臨太郎     | 北村淳一        | 徐恵眞          | 本田辰雄 飯田清貴                                                                  |
| 第6話  | 一緒に海に行かないか？ × わかるわからないの問題じゃないでしょ | あおしまたかし | 大嶋博之        | 曽根利幸        | Kim Bong Duk Lee Sang Hoon Ha Yeun Jung 北村淳一                                   |
| 第7話  | お祭りじゃーい × どうしてこうなったぁ!!                       | 高橋ナツコ     | きみやしげる    | きみやしげる    | 徳川恵梨 服部益実 Lee Deok Ho                                                      |
| 第8話  | さよなら × 恋敵でしょ!!                                       | 高橋ナツコ     | 八谷賢一        | 鈴木孝聡        | 白川茉莉 北村淳一 志水よしこ 服部健知 川上遥 櫻井拓郎 土生良介                     |
| 第9話  | 全然…何も… × ちょっと、どうかしていました…                    | 池田臨太郎     | 泉保良輔        | 熨斗谷充孝      | 徳川恵梨 那須野文                                                                  |
| 第10話 | お泊まりに来ちゃいました × 私だって…成長するんだよ            | あおしまたかし | 相浦和也        | 相浦和也        | 北村淳一 白川茉莉 服部健知 Ryu Joong Hyeon Lee Sang Hoon Kim Bong Jun              |
| 第11話 | どこ行ったんだ あいつ × 今まで大変お世話になりました          | 池田臨太郎     | 島津裕行        | 鈴木恭兵        | 飯田清貴 鈴木光 福田瑞穂 白川茉莉                                                  |
| 第12話 | そうだ、死にましょう！ × 私やっとわかりました                 | 高橋ナツコ     | 荒川眞嗣 濁川敦 | 曽根利幸 濁川敦 | 北村淳一 飯飼一幸 増田敏彦 石田啓一 服部憲知 小林ゆかり 白川茉莉 那須野文 畠山佳苗 |

### 放送局
| 放送期間               | 放送時間                     | 放送局     | 対象地域   | 備考                      |
| ---------------------- | ---------------------------- | ---------- | ---------- | ------------------------- |
| 2017年4月7日 - 6月23日 | 金曜 2:35 - 3:05（木曜深夜） | テレビ東京 | 関東広域圏 | 製作参加                  |
| 2017年4月8日 - 6月24日 | 土曜 23:30 - 日曜0:00        | AT-X       | 日本全域   | 製作参加/リピート放送あり |
| 2017年4月9日 - 6月25日 | 日曜 0:30 - 1:00（土曜深夜） | BSジャパン | 日本全域   | 製作参加                  |

| 配信期間                | 配信時間           | 配信サイト |
| ----------------------- | ------------------ | --- |
| 2017年4月7日 - 6月23日  | 金曜 12:00 更新    | dTV DMM.com dアニメストア J:COMオンデマンド U-NEXT あにてれ ひかりTV ビデオマーケット 楽天ショウタイム ニコニコチャンネル |
| 2017年4月8日 - 6月24日  | 土曜 23:00 - 23:30 | ニコニコ生放送 |
| 2017年4月10日 - 6月26日 | 月曜 12:00 更新    | PlayStation Video |
| 2017年4月11日 - 6月27日 | 火曜 19:00 更新    | TSUTAYA.TV |
| 2017年4月14日 - 6月30日 | 金曜 12:00 更新    | GYAO! |

| 配信期間               | 配信時間              | 配信サイト   | 対象地域               | 備考                              |
| ---------------------- | --------------------- | ------------ | ---------------------- | --------------------------------- |
| 2017年4月7日 - 6月23日 | 金曜 2:35 (CST) 更新  | ビリビリ動画 | 中国大陸               | 製作参加/中国語（簡体字）字幕あり |
| 2017年4月6日 - 6月22日 | 木曜 12:05 (PST) 更新 | Crunchyroll  | 全世界（アジア圏以外） |                                   |

### BD / DVD
| 巻 | 発売日         | 収録話          | 規格品番   | 規格品番   |
| 巻 | 発売日         | 収録話          | BD         | DVD        |
| -- | -------------- | --------------- | ---------- | ---------- |
| 1  | 2017年6月30日  | 第1話 - 第2話   | EYXA-11445 | EYBA-11439 |
| 2  | 2017年7月28日  | 第3話 - 第4話   | EYXA-11446 | EYBA-11440 |
| 3  | 2017年8月25日  | 第5話 - 第6話   | EYXA-11447 | EYBA-11441 |
| 4  | 2017年9月29日  | 第7話 - 第8話   | EYXA-11448 | EYBA-11442 |
| 5  | 2017年10月27日 | 第9話 - 第10話  | EYXA-11449 | EYBA-11443 |
| 6  | 2017年11月24日 | 第11話 - 第12話 | EYXA-11450 | EYBA-11444 |

### Webラジオ
『恋愛暴君 暴れん坊ラジオ』は、2017年3月27日から7月3日までHiBiKi Radio Stationにて配信された番組。隔週月曜日 21:30 より生放送にて配信し、翌日火曜日より1週間アーカイブ配信された。パーソナリティはグリ役の青山吉能と黄蝶ヶ崎柚役の長野佑紀。
| テレビ東京 金曜 2:35 - 3:05（木曜深夜）枠 | テレビ東京 金曜 2:35 - 3:05（木曜深夜）枠 | テレビ東京 金曜 2:35 - 3:05（木曜深夜）枠 |
| 前番組                                    | 番組名                                    | 次番組                                    |
| ----------------------------------------- | ----------------------------------------- | ----------------------------------------- |
| 双星の陰陽師 選抜篇                       | 恋愛暴君 【ここまでアニメ枠】             | 東京アイドル戦線                          |
| BSジャパン 日曜 0:30 - 1:00（土曜深夜）枠 |                                           |                                           |
| 通販番組枠                                | 恋愛暴君 【ここからアニメ枠】             | 異世界食堂                                |